# 亞梅利尼亞
49°52′58″N 23°47′59″E / 49.88278°N 23.79972°E
亞梅利尼亞（烏克蘭語：Ямельня），是烏克蘭的村落，位於該國西部利沃夫州，由亞沃里夫區負責管轄，始建於1370年，面積1.1平方公里，海拔高度306米，2001年人口449，人口密度每平方公里408.18人。